# Kapelludden

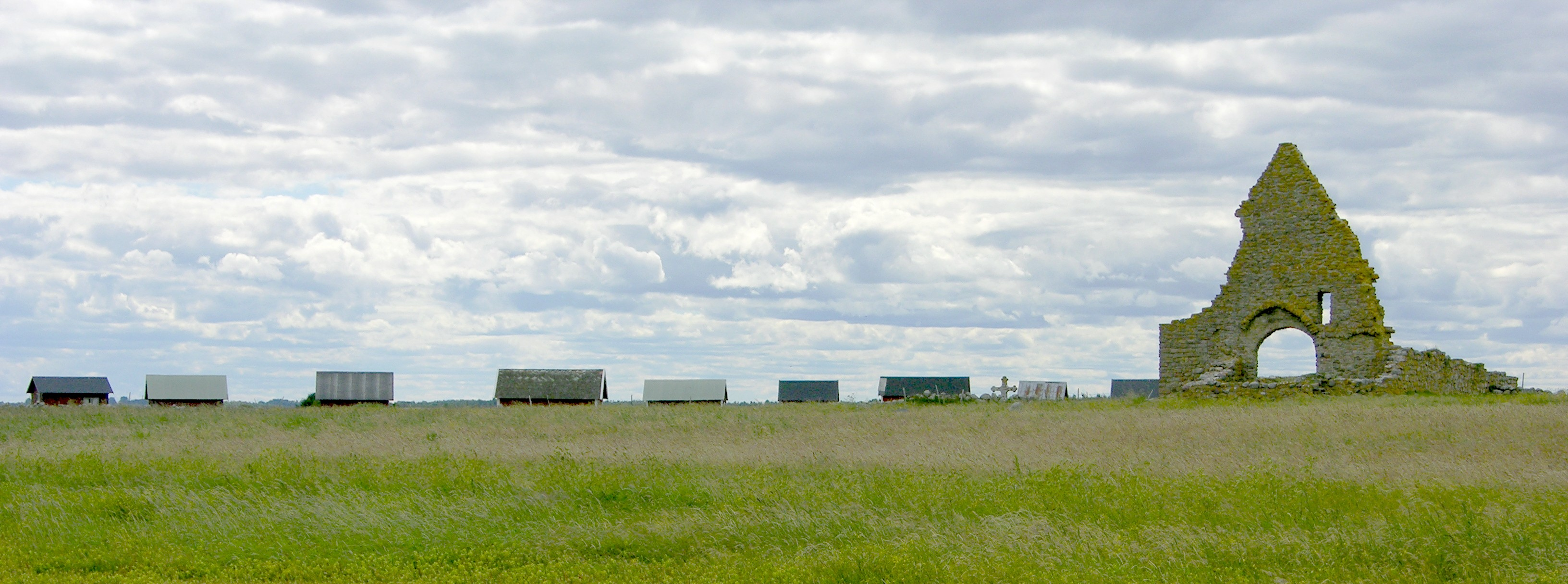
Fiskebodar och ruinerna av Sankta Birgittas kapell med stenkorset.

Kapelludden är en by och en våtmark på Ölands östkust i Bredsättra socken cirka fyra kilometer öster om Bredsättra by. Kapelludden har ett mycket rikt fågelliv vid strandängarna och vikarna.
Under medeltiden kallades platsen Sikavarp eller Sikehamn och tros då ha varit fiskeläge och handelsort, men det är oklart hur omfattande verksamheten varit. Kapelluddens bebyggelse är numera begränsad till en mindre fiskehamn med fiskebodar, Kapelluddens fyr och ett bostadshus.

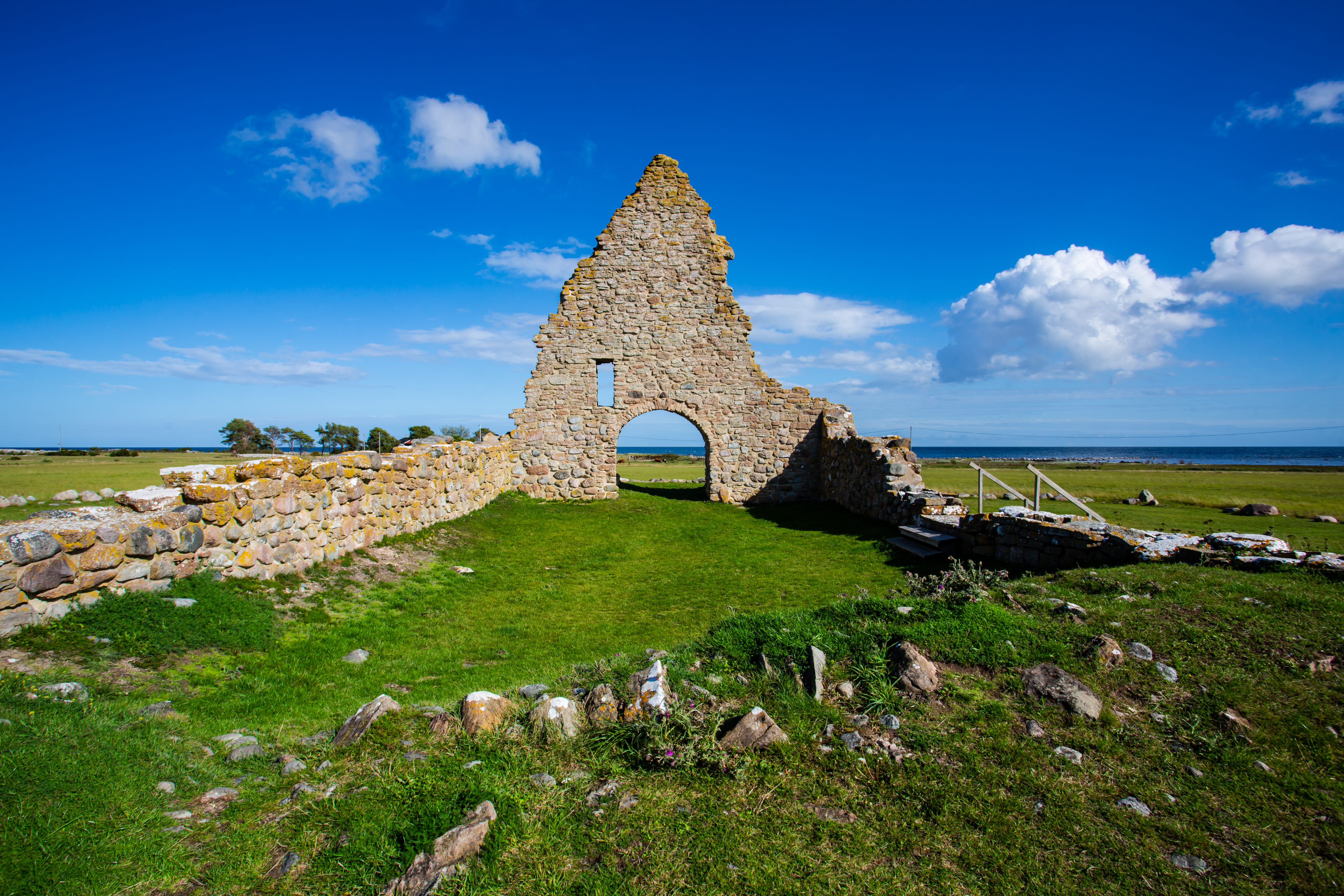
Ruinerna efter kapellet.

Under 1200-talets första hälft uppfördes ett kapell på platsen, S:ta Britas kapell, stort nog att kunna hysa en större församling under de tider på året då handeln var som mest aktiv. Idag är kapellet en ruin. Förutom kapellets norra gavel har de flesta ytterväggarna förfallit till endast någon meters höjd. Den södra gaveln kollapsade under en vinterstorm 1914. Kapellet är även känt som Långöre kapell.

## Händelser på Kapelludden
I slutet av 1800-talet då godtemplarrörelsen spred sig i Sverige, bestämde sig fyrvaktaren, Oskar Olsson, på Kapelludden att den 16 augusti 1885 ordna ett möte i kapellets ruin. Eftersom det inte var så vanligt med dylika sammankomster samlades det en ansenlig skara människor. Godtemplarna var främst ditresta från Löt och Mörby, emedan de lokala byborna i Egby, Gåtebo och Bredsättra dock inte var införstådda med budskapet. När en inbjuden talare, skollärare Lindvall, skulle hålla föredrag blev han ständigt avbruten och hånad; det tolererades inte av mötesdeltagarna och det dröjde inte länge förrän Lindvall fick avbryta sitt föredrag om återhållsamhet. Ur tingsprotokollet kan man sedan läsa att, Olof Larsson från Mörby till slut tog Olof August Jonsson från Egby i rockkragen, sägande "Ni hava hela dagen velat få slagsmål i gång, men nu skolen I få se på annat!" Så var slagsmålet igång, så snart man hunnit utanför kapellmurarna. Vilt slagsmål utbröt. Tumultet var så stort att det blev rättsligt efterspel som varade i två år. Den 2 juli 1887 dömdes slutligen 10 personer till att böta upp till 100 riksdaler. Händelsen går under namnet Kapellkriget.

## Stenkorset

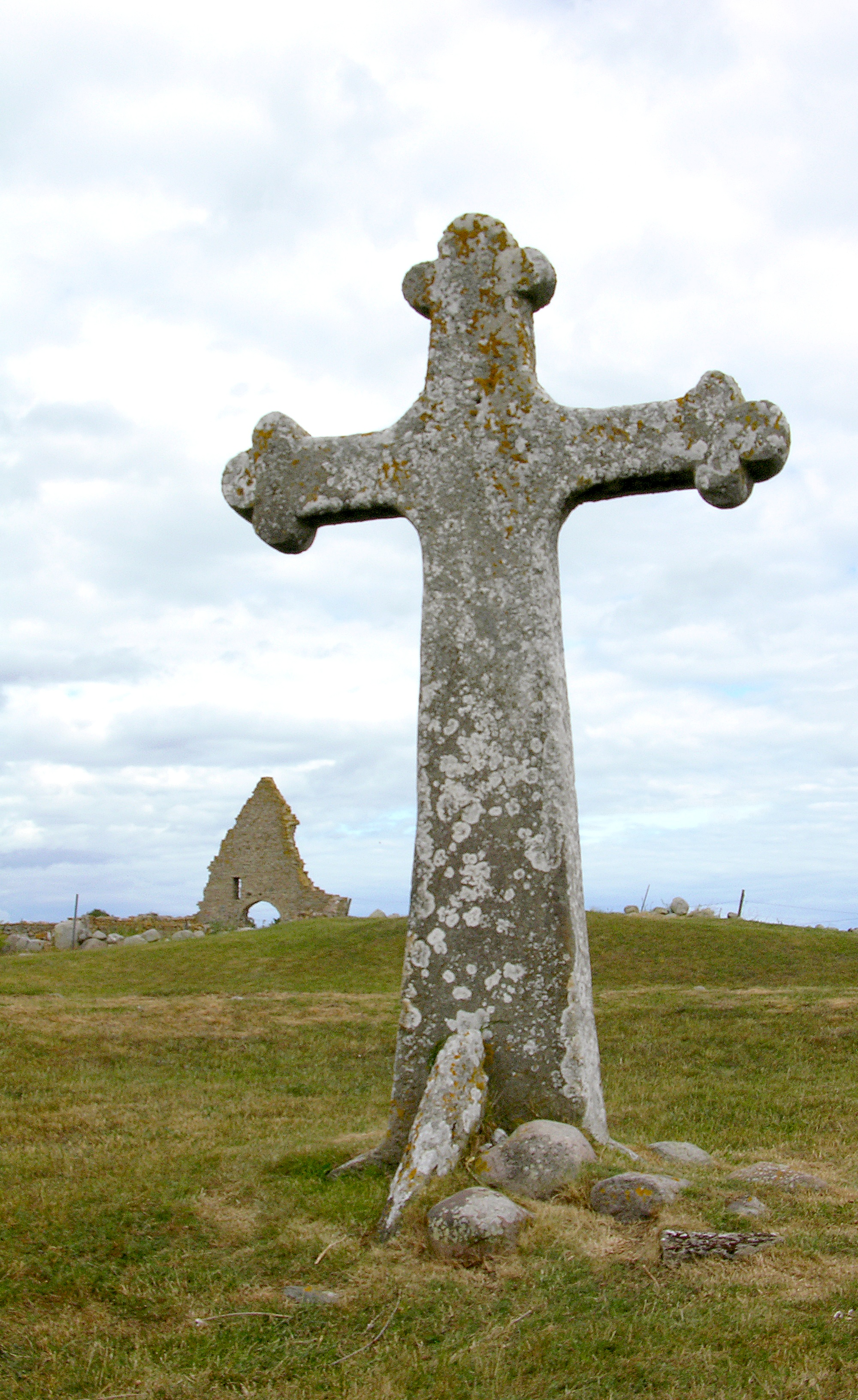
Stenkorset som det såg ut före orkanen Per.

Stenkorset med treklöverbladsutformning på de övre armarna är troligen samtida eller äldre än kapellet. Korset bröts i tre delar då det slogs omkull av bråte från en förfallen fiskebod under orkanen Per den 14 januari 2007. Delarna tillvaratogs av länsmuseet och restaurerades. Korset lyftes åter på plats i oktober samma år.